# Нисиавакура
Нисиавакура (яп. 西粟倉村 Нисиавакура-сон) — село в Японии, находящееся в уезде Аида префектуры Окаяма. Площадь села составляет 57,93 км², население — 1454 человека (1 августа 2014), плотность населения — 25,10 чел./км².

## Географическое положение
Село расположено на острове Хонсю в префектуре Окаяма региона Тюгоку. С ним граничат города Мимасака, Сисо и посёлки Тидзу, Вакаса.

## Население
Население села составляет 1454 человека (1 августа 2014), а плотность — 25,10 чел./км². Изменение численности населения с 1980 по 2005 годы:
| 1980 | 1923 чел. |  |
| 1985 | 1928 чел. |  |
| 1990 | 1939 чел. |  |
| 1995 | 1902 чел. |  |
| 2000 | 1831 чел. |  |
| 2005 | 1684 чел. |  |